# 圣阿葛勒修道院

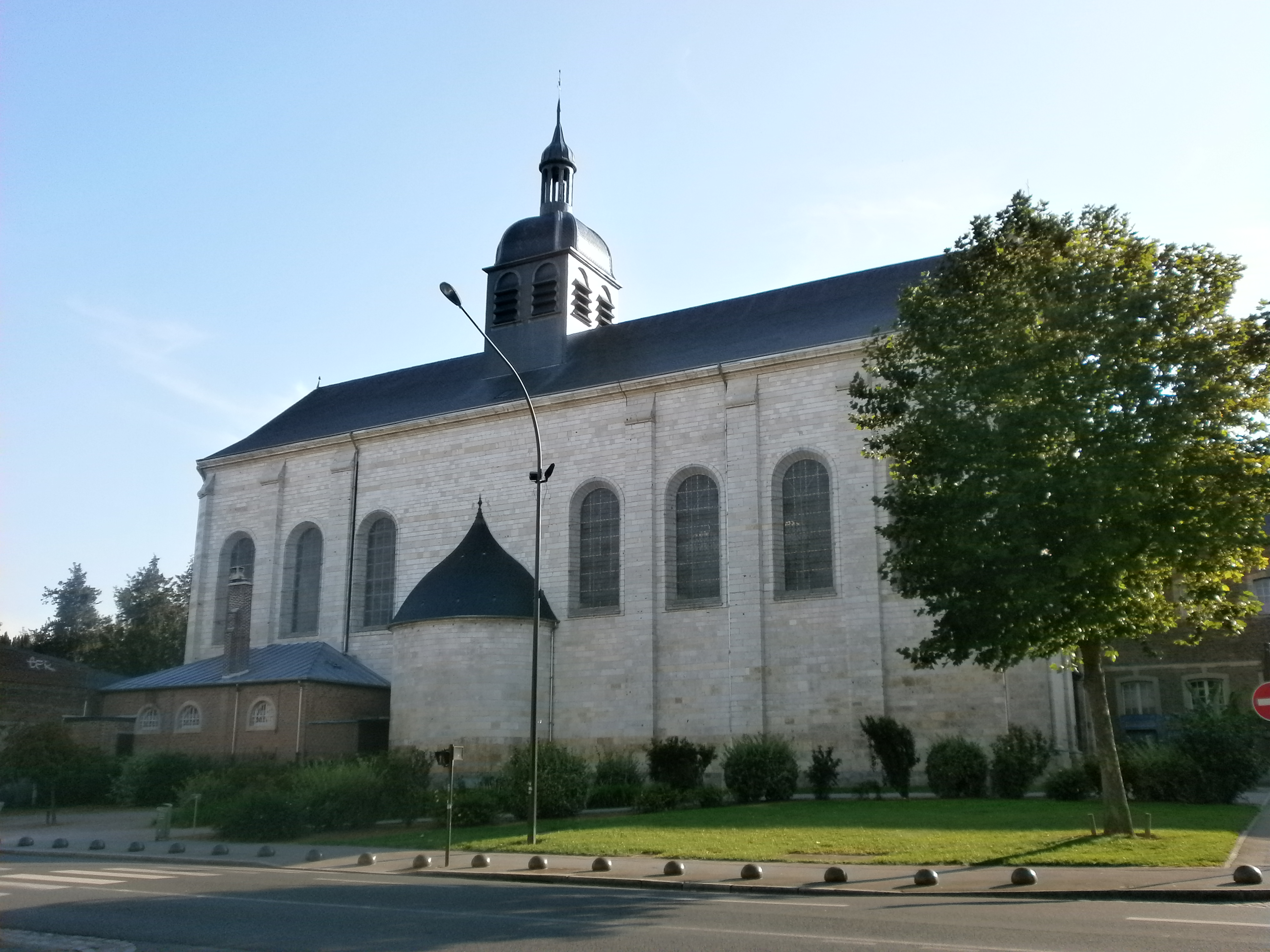

前圣阿葛勒修道院（Abbaye de Saint-Acheul）是法国亚眠的一座奥斯定会修道院，建于1124年。1790年在法国大革命期间关闭。在1814年这些建筑物被委托给耶稣会的一所大学接管。现在这里是私立中学。1969年列为法国历史古迹。

## 历史
根据传统, 三世纪圣福明（Firmin）斩首后，他的遗体安葬在此。11世纪，亚眠主教Roric在亚眠的城墙外修建了这座奥斯定会修道院，供奉圣阿葛勒。
法国大革命期间，圣阿葛勒修道院被关闭。1814年，耶稣会恢复，圣阿葛勒修道院立刻成为耶稣会的一所重要的大学。